# 2070
- Wikisource

| Calendário gregoriano                                                        | 2070 MMLXX                           |
| Ab urbe condita                                                              | 2823                                 |
| Calendário arménio                                                           | 1520 – 1521                          |
| Calendário bahá'í                                                            | 226 – 227                            |
| Calendário budista                                                           | 2614                                 |
| Calendário chinês                                                            | 4766 – 4767 Início a 11 de fevereiro |
| Calendário copta                                                             | 1786 – 1787                          |
| Calendário etíope                                                            | 2062 – 2063                          |
| Calendários hindus - Vikram Samvat - Calendário nacional indiano - Cáli Iuga | 2125 – 2126 1991 – 1992 5170 – 5171  |
| Calendário Holoceno                                                          | 12070                                |
| Calendário islâmico                                                          | 1493 – 1494                          |
| Calendário judaico                                                           | 5830 – 5831                          |
| Calendário persa                                                             | 1448 – 1449 Início a 20 de março     |
| Calendário rúnico                                                            | 2320                                 |
| Calendário solar tailandês                                                   | 2613                                 |

2070 (MMLXX, na numeração romana) será um ano comum do século XXI que começará numa quarta-feira, segundo o calendário gregoriano. A sua letra dominical será E. A terça-feira de Carnaval ocorrerá a 11 de fevereiro e o domingo de Páscoa a 30 de março. Segundo o horóscopo chinês, será o ano do Tigre, começando a 11 de fevereiro.

| Evento                                                   | Data            | Hora  |
| -------------------------------------------------------- | --------------- | ----- |
| Aquário                                                  | 19 de janeiro   | 18:05 |
| Peixes                                                   | 18 de fevereiro | 08:01 |
| primavera no hemisfério norte e outono no hemisfério sul |                 |       |
| Carneiro/equinócio                                       | 20 de março     | 06:35 |
| Touro                                                    | 19 de abril     | 17:04 |
| Gémeos                                                   | 20 de maio      | 15:43 |
| verão no hemisfério norte e inverno no hemisfério Sul    |                 |       |
| Caranguejo/solstício                                     | 20 de junho     | 23:22 |
| Leão                                                     | 22 de julho     | 10:15 |
| Virgem                                                   | 22 de agosto    | 17:37 |
| Outono no Hemisfério Norte e Primavera no Hemisfério Sul |                 |       |
| Balança/equinócio                                        | 22 de setembro  | 15:45 |
| Escorpião                                                | 23 de outubro   | 01:38 |
| Sagitário                                                | 21 de novembro  | 23:41 |
| inverno no hemisfério norte e verão no hemisfério sul    |                 |       |
| Capricórnio/solstício                                    | 21 de dezembro  | 13:19 |

| UTC: Portugal Continental, Madeira, Guiné-Bissau e São Tomé e Príncipe Subtrair (-): 1 h nos Açores e Cabo Verde 2 h nas Ilhas oceânicas brasileiras 3 h em Brasília, em Goiás, na Amazônia Oriental Brasileira e no nordeste, sudeste e sul brasileiros 4 h na Amazônia Ocidental Brasileira, Mato Grosso e Mato Grosso do Sul 5 h no Acre e sudoeste do Amazonas Adicionar (+): 1 h em Angola e Guiné Equatorial 2 h em Moçambique 8 h em Macau 9 h em Timor-Leste. |
| Adicionar uma hora durante a vigência do horário de verão: Portugal Continental : De 30 de março a 26 de outubro de 2070 |

| Ano completo                        |
| ----------------------------------- |
| Ano comum com início à quarta-feira |

## Eventos esperados e previstos
- Ano do Tigre de Metal, segundo o horóscopo chinês.

Abril
- 10 a 11 de abril - Eclipse solar total[1]
- 24 a 25 de abril - Eclipse lunar penumbral[2]

Outubro
- 4 de outubro - Eclipse solar anular[3]
- 19 a 20 de outubro - Eclipse lunar parcial[4]